# Cambyse II
Pour les articles homonymes, voir Cambyse.
Cambyse II (en vieux perse : 𐎣𐎲𐎢𐎪𐎡𐎹 / Kabūjiya ; en grec ancien : Καμϐύσης / Kambysês) (522 av. J.-C.), grand roi achéménide de l'empire perse de 529 à sa mort en 522 av. J.-C., est surtout connu pour avoir conquis l'Égypte et y avoir régné en pharaon.
Cyrus le Grand avait désigné Cambyse comme son héritier bien avant sa mort, au détriment de son fils cadet Bardiya, ce qui entraîna une certaine rivalité entre les deux frères. Les premières années du règne de Cambyse après son accession au trône en 529 sont mal connues ; on sait seulement qu'il acheva la conquête des pays d'outre-Euphrate en s'emparant de la Phénicie et de Chypre. Ces deux victoires sur des empires maritimes permirent à la Perse de se munir d'une flotte très puissante.

## Généalogie
Cambyse est le fils de Cyrus le Grand. Hérodote (III, 1) rapporte trois traditions concernant sa mère. Cyrus, après la conquête de la Palestine, avait des vues sur l'Égypte. Conseillé par un mage égyptien, il exigea du pharaon Amasis qu'il lui envoyât une de ses filles. En fait, Amasis envoya Nitètis, une fille du précédent pharaon, Apriès. D'après la tradition égyptienne, Nitètis épousa Cyrus et donna naissance à Cambyse. D'après la tradition perse, Nitètis épousa Cambyse. Enfin, une autre tradition rapporte que Cassandane était la mère de Cambyse, et que celle-ci fut tellement jalouse de Nitètis que son fils lui jura de la venger.
Cambyse épouse ses demi-sœurs, Atossa et Méroé, et sa sœur Roxane, il n'a pas d'enfant connu.

## Règne

### Conquête de l'Égypte

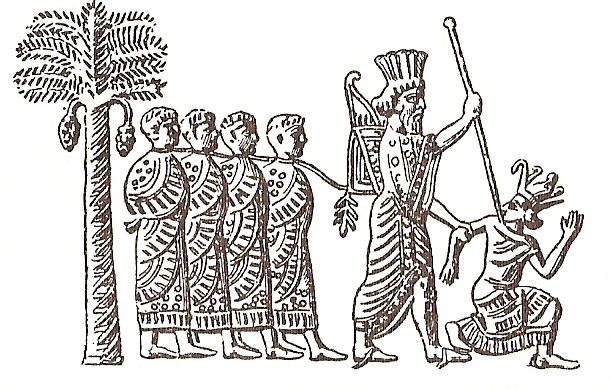
Cambyse tuant Psammétique III.

Selon Hérodote, Cambyse II envahit l'Égypte en représailles à une tromperie du pharaon égyptien Ahmôsis II de la XXVIe dynastie. En effet, il avait été convenu de sceller une alliance en unissant Cambyse à l'une de ses filles. Cependant, Ahmôsis II y étant réticent, lui envoya Nilétis, fille de son prédécesseur Apriès. La jeune femme se sentit insultée par cette décision, car la tradition voulait que les princesses égyptiennes soient données seulement comme épouse de rois étrangers - non comme simple concubine. C'est pourquoi elle s'empressa de révéler sa véritable identité. Cambyse accusa Ahmôsis II de lui avoir envoyé une « fausse femme » et mobilisa ses troupes pour envahir l'Égypte.

« Cambyse avait fait demander par un ambassadeur la fille d'Ahmôsis II. Il suivait en cela le conseil d'un médecin égyptien de la cour de son père, Cyrus. Ce médecin voulait se venger de son prince, qui l'avait arraché à sa femme et ses enfants, pour l'envoyer en Perse lorsque Cyrus avait prié Ahmôsis II de lui envoyer le meilleur médecin qu'il y eût dans ses Etats pour les maladies des yeux. C'est pourquoi il ne cessait de suggérer à Cambyse de demander la fille d'Ahmôsis II, afin de mortifier celui-ci s'il l'accordait, ou de le rendre odieux au roi de Perse s'il la refusait. Ahmôsis II, qui se méfiait autant des Perses qu'il en redoutait la puissance, ne put se résoudre ni à l'accorder ni à la refuser, sachant que Cambyse n'en aurait fait que sa concubine. Après mûre réflexion, voici comment il se conduisit : Il avait à sa cour une fille d'Apriès, son prédécesseur. C'était une princesse d'une grande beauté et se nommait Nilétis. Ahmôsis II la fit revêtir d'une étoffe d'or et l'envoya en Perse, comme si elle eût été sa fille. Quelque temps après, Cambyse l'ayant saluée du nom de son père : « Vous ignorez, seigneur, lui dit-elle, qu'Ahmôsis II vous trompe ; il m'a envoyée vers vous avec ces riches habits, comme si j'étais sa fille, quoique je n'aie point d'autre père qu'Apriès. Ce prince était son maître ; Ahmôsis II s'est révolté contre lui et en a été le meurtrier ». À ce discours, Cambyse entra dans une furieuse colère, et résolut, pour venger ce meurtre, de porter la guerre en Égypte. »

— Hérodote - Livre 3
Que cette histoire soit véridique ou pas, Cambyse projette de conquérir l'Égypte en 525 av. J.-C., car le pays est dans une situation critique. Le pharaon Ahmôsis II est mort l'année précédente, Psammétique III lui a succédé mais deux alliés de poids lui font défaut : Polycrate de Samos, le maître tout puissant des Cyclades s'est rallié à Cambyse, ainsi que Phanès d'Halicarnasse, chef des mercenaires cariens du pharaon, avait une excellente connaissance de l'Égypte, en particulier des voies d'accès. C'est pourquoi, après avoir conquis Gaza, qui servira de tête de pont à toutes les campagnes vers l'Égypte, l'armée perse traverse le Sinaï avec l'aide des tribus arabes. 
En outre, les Assyriens avaient déjà contrôlé l’Égypte à la fin du VIIe siècle av. J.-C. Ils savaient que l'armée égyptienne était incapable de faire face tactiques supérieures des Mésopotamiens et ils avaient tout à fait connaissance de la culture égyptienne, ce qui leur permit de remporter la victoire.
L'armée égyptienne s'était massée à Péluse, porte d'entrée de l'Égypte, à l’extrémité nord-est du delta du Nil.
Les Perses attaquèrent une première fois Péluse en 525 av. J.-C. mais furent repoussés par les forces du pharaon Psammétique III. 
La légende prétend que Cambyse, qui connaissait le culte que les Égyptiens vouaient aux chats, fit rassembler tous les chats errants des environs. Ses soldats en capturèrent environ 600. Il les fit attacher ou coller vivants sur les boucliers de ses soldats et exigea la reddition de Péluse. Les Égyptiens, soucieux de ne pas encourir la colère de Bastet, déesse égyptienne protectrice mais aussi vengeresse du foyer sous les traits d'une féroce lionne ou chatte, obtempérèrent.
Les Égyptiens se retirèrent à Memphis, où ils furent de nouveau assiégés. La ville tombée, Psammétique III fut capturé et Cambyse pénètra en vainqueur dans la capitale. Il fit exécuter 2 000 prisonniers, estimant que pour chacun de ses alliés mityléniens tombés, dix Égyptiens devaient être châtiés.
Comme Cyrus avec l'empire des Mèdes, Cambyse reprend à son compte les conquêtes en cours de l'Égypte vers la Cyrénaïque, et vers l'Éthiopie. Cyrène se soumet sans combattre. 
En revanche la campagne vers l'Éthiopie est un échec. Les troupes phéniciennes de l'armée perse refusent de s'attaquer à Carthage. C'est pourquoi l'expansion de l'empire perse sous Cambyse s'arrête en Égypte, maître du pays, Cambyse se fait couronner pharaon de la Haute et Basse-Égypte.

### Profil de Cambyse
La tradition, rapportée principalement par les Grecs, fait de Cambyse un homme au bord de la folie, tyrannique et cruel. On lui reproche la destruction de nombreux temples et idoles sacrées, le massacre d'une grande partie de l'élite, aussi bien égyptienne que perse, le meurtre du taureau Apis, dont il aurait fait flageller le cadavre, etc. Il est clair que les Égyptiens ont été particulièrement choqués des débordements et des pillages de l'armée perse, mais il ne semble pas qu'il y ait eu une volonté de destruction systématique de leur culture.
Des fouilles ont néanmoins permis de retrouver dans le Sérapéum de Memphis la momie de l'Apis mort pendant le règne de Cambyse ; elle est accompagnée des inscriptions traditionnelles du pharaon perse, indiquant que Cambyse a participé au culte d'Apis comme tout autre pharaon.
Par ailleurs, la cruauté de certains châtiments sous son règne est en fait assez typique des mœurs des souverains perses ; le plus connu d'entre eux est le supplice du juge Sisamnès qui fut écorché vif et dont la peau servit à revêtir le siège même où Sisamnès rendait ses jugements.

### Mort de Cambyse
En 522 av. J.-C., Cambyse II apprend l’usurpation du trône au profit de son frère Bardiya. Alors qu'il rentre en hâte vers la Perse, il meurt au début de l'été d'une gangrène, à la suite d'une blessure à la cuisse contractée en Syrie. Selon Hérodote, il serait mort à Agbatana (Hamath en Syrie).

## L'armée perdue de Cambyse

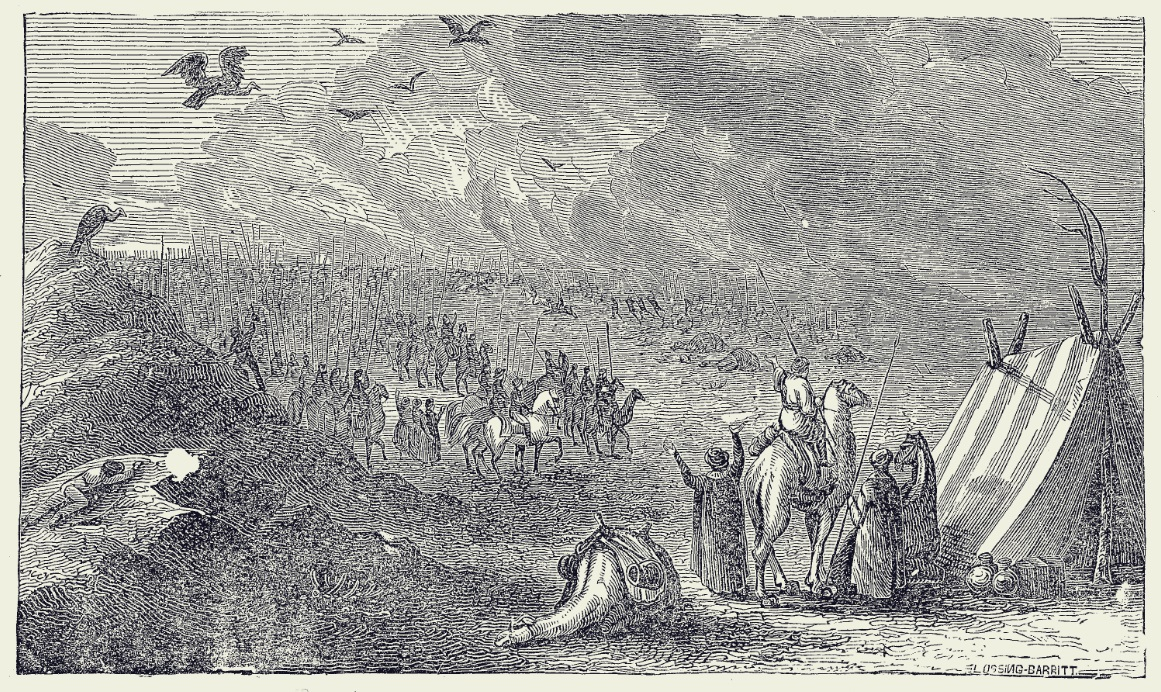
L'armée perdue de Cambyse II, d'après une gravure du XIXe siècle.

Selon Hérodote, Cambyse envoya une armée pour menacer l'oracle d'Ammon à partir de l'oasis de Siwa. L'armée, composée de 50 000 hommes, aurait traversé la moitié du désert, lorsqu'une violente tempête de sable se leva et ensevelit tous les soldats :
« En effet, les Perses n'atteignirent point Ammon et ne revinrent point en arrière ; voici ce que rapportent les Ammoniens. Au sortir d'Oasis, ils rentrèrent dans le désert ; à mi-chemin d'Oasis à Ammon, comme ils venaient de déjeuner, un coup de vent du sud-est souffla sur eux avec une violence inaccoutumée ; il souleva de tels monceaux de sable qu'il les en couvrit, et de cette manière ils disparurent tous. »
De nombreux égyptologues et explorateurs comme László Almásy ou Tom Brown, ont longtemps considéré cette histoire comme un mythe, l'archéologie n'ayant pu trouver trace de cette armée disparue.
En janvier 1933, Orde Charles Wingate, connu plus tard pour être le créateur des Chindits, troupes alliées ayant combattu derrière les lignes ennemies contre les Japonais lors de la Seconde Guerre mondiale, chercha sans succès l'armée disparue de Cambyse dans le désert occidental égyptien, alors connu sous le nom de désert libyen.
De septembre 1983 à février 1984, Gary S. Chafetz, journaliste et écrivain américain, mena pendant six mois une expédition afin de retrouver l'armée perdue de Cambyse à la frontière égypto-libyenne.
Cinq-cents tumulus (tombes de style zoroastrien), dont plusieurs contenaient des fragments d'os, furent découverts. La thermoluminescence permit de les dater de l'an 1500 av. J.-C., soit mille ans avant l'armée perdue de Cambyse. À son retour au Caire, Chafetz fut arrêté en février 1984 pour avoir détourné un avion en Égypte, malgré l'autorisation écrite que lui avait accordé le Conseil géologique égyptien d'agir ainsi. Il fut retenu 24 heures. L'avion se trouve aujourd'hui au musée de la Guerre, au Caire, avec l'inscription : « Capturé d'un espion israélien »,,.
Au cours de l'été 2000, une équipe géologique de l'université de Helwan, à la recherche de pétrole dans le désert occidental égyptien, découvre des fragments de textile bien conservés, des objets de métal ressemblant à des épées et des restes humains que l'on supposa appartenir à l'armée perdue de Cambyse. Le Conseil suprême des Antiquités égyptiennes annonça qu'il organiserait une expédition pour explorer le site, mais ne donna plus aucune information.
En novembre 2009, deux archéologues italiens, Angelo et Alfredo Castiglioni, annoncèrent la découverte de restes humains, d'outils et d'armes qui dateraient de l'époque de l'armée perse. Ces objets furent trouvés près de l'oasis de Siwa. Ce serait, selon eux la première preuve confirmant le récit d'Hérodote.
En 2014, l'égyptologue Olaf Kaper, de l'université de Leyde, postule que cette armée aurait en réalité été vaincue par les troupes du chef rebelle et futur pharaon Pétoubastis III. Il se base pour cela sur des inscriptions retrouvées sur les murs d'un temple de l'oasis de Al-Dakhla. Ces inscriptions donnent les titres et faits de gloire de Petoubastis et parmi ceux-ci, le fait d'avoir vaincu l'armée perse,.

## Culture populaire
- La vie de Cambyse II, roi de Perse, une des premières pièces du théâtre élisabéthain par Thomas Preston (1561 ou 1562).